# Фоа, Барретт
Барретт Фоа (англ. Barrett Foa, род. 18 сентября 1977) — американский актёр, известный по роли Эрика Била в сериале Морская полиция: Лос-Анджелес.

## Ранние годы
Барретт Фоа родился в 1977 году в Нью-Йорке на Манхэттене. Когда ему было три года, он собрал пазл в рекордное время, что позволило ему попасть в привилегированную Далтонскую школу. Там он и проучился все школьные годы. Фоа интересовался живым театром и в старших классах четыре лета подряд посещал Интерлоченский лагерь искусств в северной части штата Мичиган.
Он продолжил своё театральное образование в Мичиганском университете, выпустился оттуда в статусе бакалавра изящных искусств музыкальных представлениях. Фоа также провел семестр изучая Шекспира и играя в Королевской академии драматического искусства в Лондоне.

## Карьера
После колледжа Барретт Фоа получил свою первую главную роль, играя Иисуса в Офф-Бродвее в музыкальной постановке Godspell. После этого он играл во множестве других спектаклях. Его бродвейский дебют состоялся в 2001 году в мюзикле Mamma Mia!. После шести месяцев в шоу, Фоа принял предложение о трехмесячной работе в театре TheatreWorks в Пало-Альто в Калифорнии, где он исполнил главную роль в мюзикле Kept.
После того, как Барретт сыграл Мэтта в мюзикле Фантастикс в театре The Muny в Сент-Луисе, его пригласили играть Клавдио в постановке Много шума из ничего в Hartford Stage и в Shakespeare Theatre Company в Вашингтоне. Фоа играл Мордреда в мюзикле Camelot в театре Paper Mill Playhouse в Нью-Джерси и позже Купидона в пьесе Cupid and Psyche, состоящей из четырех персон, в Офф-Бродвее в Нью-Йорке.
Продолжая играть Купидона Барретт начинает ходить на прослушивания бродвейского мюзикла Avenue Q. После двух месяцев, пяти прослушиваний и множества тренировок в декабре 2003 года он стал дублером роли Принстона/Рода. Через год, 1 февраля 2005 года, Фоа получил главную роль. Он играл её следующие полтора года.
Вскоре Барретту предложили роль Лифа Конейбера в бродвейском мюзикле The 25th Annual Putnam County Spelling Bee. В течение двух недель он репетировал для Spelling Bee днем и выступал в Avenue Q по вечерам. Его работа в роли Лифа Конейбера длилась с 11 июля 2006 по 15 апреля 2007 года.
Следующая театральная роль Барретта — Фредерик в Pirates!, обновленной версии Пиратов Пензанса 8 июля 2007 года в драматическом театре Paper Mill. Дальше он сыграл Карела в пьесе Чарлза Буша The Lady In Question с 14 августа до 2 сентября 2007 года.
С 13 марта по 20 апреля 2008 года Фоа играл Эдди в The Drunken City в театре Playwrights Horizons. Он также играл Ту-Пинга в постановке The Nightingale, на музыку Дункана Шейка и слова Стивена Сатера в театре New York Theatre Workshop, под режиссурой Джеймса Лапине.
В мае 2008 года Барретт играл Джорди в мюзикле Giant, слова и музыку для которого написал Майкл Джон ЛаЧиса. Постановка сделана по книге Сибилл Пирсон, основанной на романе Эдны Фербер и одноименном фильме с Роком Хадсоном, Элизабет Тейлор и Джеймсом Дином в главных ролях.
В марте 2009 года Барретт Фоа получил роль в сериале канала CBS Морская полиция: Лос-Анджелес в роли Эрик Била, технического оператора в Отделе Специальных Проектов. В январе 2010 его роль была повышена до постоянной.

## Фильмография
| Год  |   | Русское название              | Оригинальное название | Роль                                                    |
| ---- | - | ----------------------------- | --------------------- | ------------------------------------------------------- |
| 2007 | ф | Шестеро                       | Six Degrees           | Дилан (серия "Get a Room")                              |
| 2009 | ф | 4исла                         | Numbers               | Эндрю Гиббонс (серия "First Law")                       |
| 2009 | ф | Морская полиция: Спецотдел    | NCIS                  | Эрик Бил (серии "Legend: Part 1", "Legend: Part 2")     |
| 2009 | ф | Ищейка                        | The Closer            | Тревис Майерс (серия "Walking Back the Cat")            |
| 2009 | ф | Морская полиция: Лос-Анджелес | NCIS: Los Angeles     | Эрик Бил (основной состав)                              |
| 2009 | ф | Красавцы                      | Entourage             | Мэтт Уолперт (серии "Scared Straight", "Stunted")       |
| 2011 | ф | Submissions Only              | Submissions Only      | Гил Бур (серия "Yore So Bad")                           |
| 2013 | ф | My Synthesized Life           | My Synthesized Life   | Крейг Картер (серии "Freak", "Choose One or the Other") |